# Kopparframställning

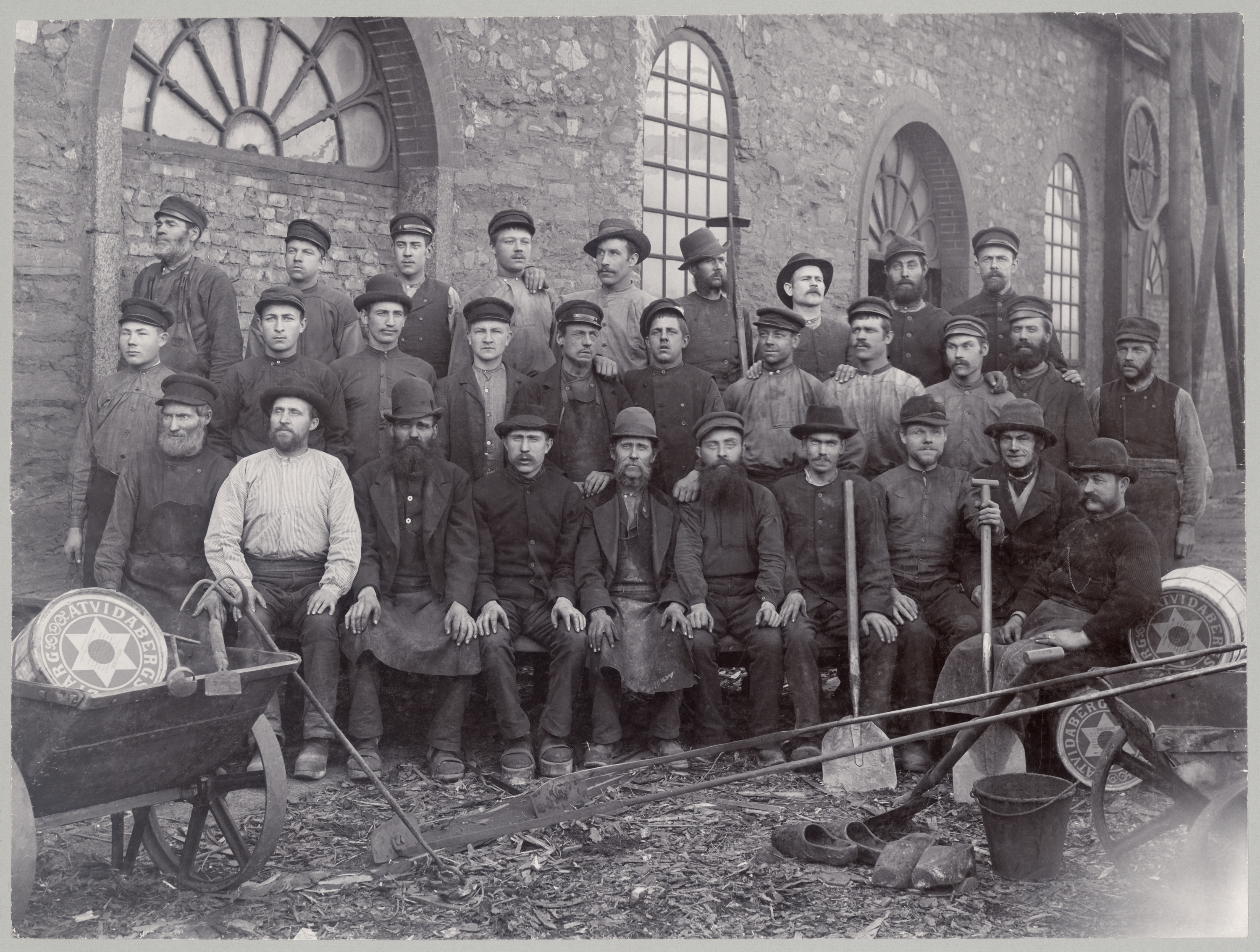
Kopparverksarbetare i Åtvidaberg, 1899–1900.

Koppar finns i naturen, bundet i malmerna kopparkis och kopparsvavel. Vid framställning av koppar anrikas malmerna och värms så att svavel försvinner. Malmen smälts sedan till råkoppar, som innehåller 98–99 % koppar. Den renas ytterligare genom att åter smältas och blandas med luft. Då oxiderar de kvarvarande föroreningsresterna och resultatet är koppar som är nästan 100 % ren.